# Сонячна електроенергія Ізраїлю

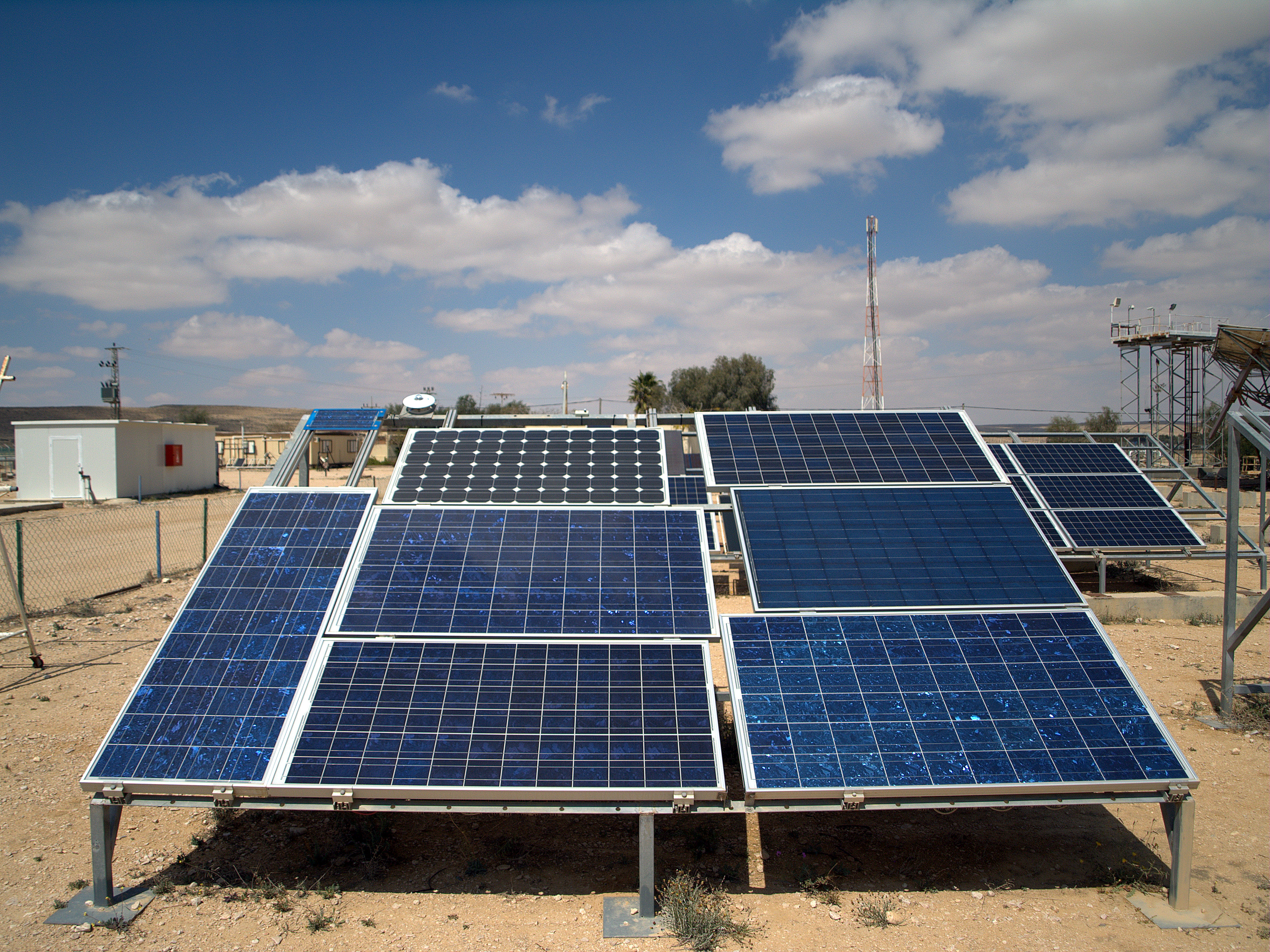
Фотоелектричні поля в Ізраїльському національному центрі сонячної енергії

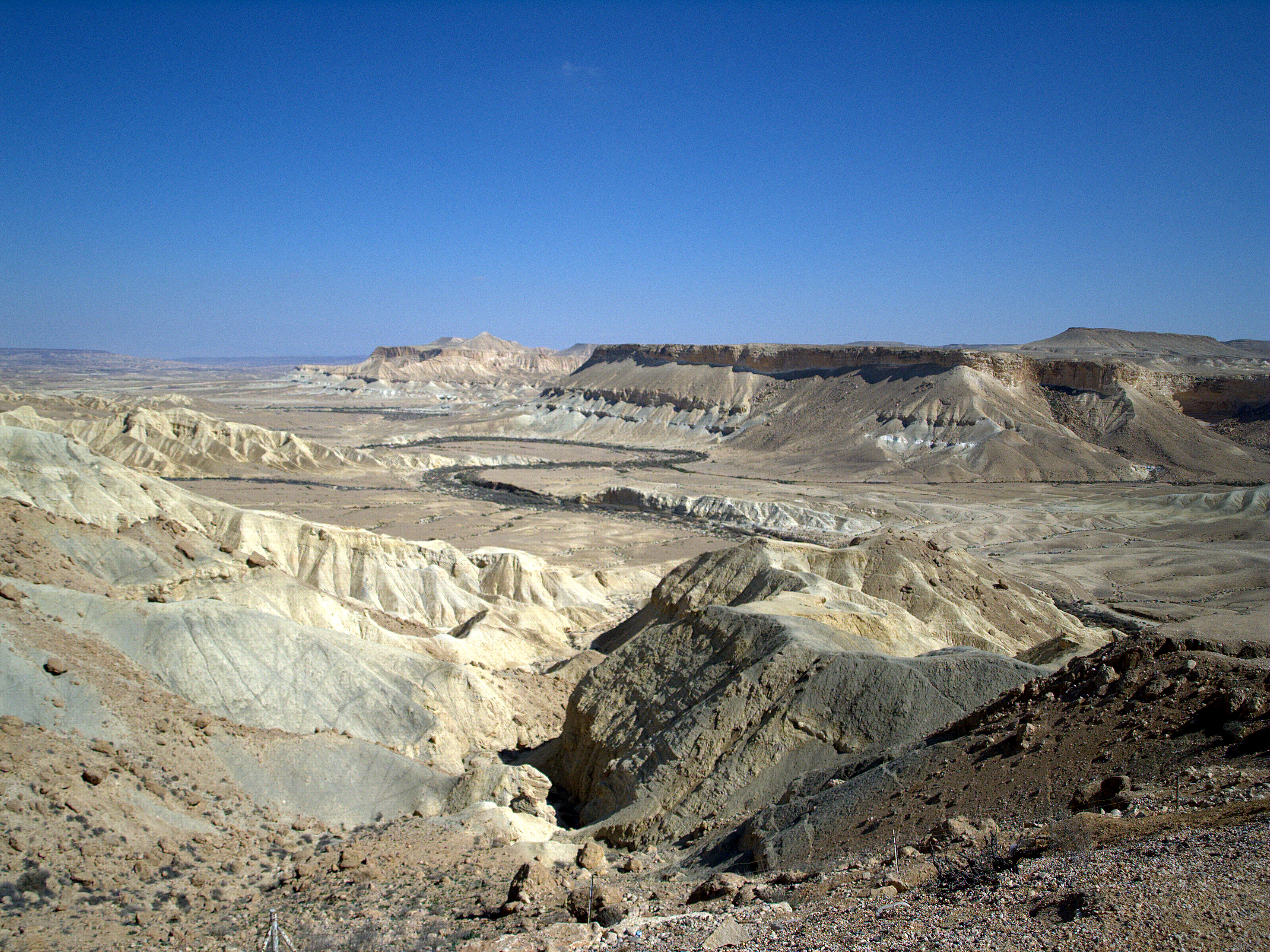
Пустеля Негев є основним місцем базування для дослідницьких галузей в Ізраїлі, зокрема Національного центру сонячної енергії Ізраїлю імені Давида Бен-Гуріона. В пустелі розташована долина Арава — найбільш сонячний регіон Ізраїлю

Використання сонячної енергії в Ізраїлі розпочалося в 1950-х роках з розробкою сонячного водонагрівача для розв'язання проблеми дефіциту енергії та ресурсів взагалі, від якої страждала новостворена держава Ізраїль. До 1967 року близько 5% води, яку використовували домогосподарства, нагрівалися за допомогою сонячних водонагрівачів. Всього було продано 50 000 штук.
Після нафтової кризи 1970-х років Гаррі Цві Табор розробив конструкцію сонячного водонагрівача, яка зараз використовується в більш ніж 90% ізраїльських будинків. На даний момент встановлено понад 1,3 мільйона сонячних водонагрівачів.
Ізраїльські інженери виходять на передній край технологій з виробництва сонячної енергії, і їхні проєкти та компанії в галузі сонячної енергії працюють в усьому світі.
Ізраїльські інженери розробляють як фотоелектричні, так і сонячні електростанції, що концентрують сонячну енергію. Багато ізраїльських компаній стали лідерами на ринку з  виробництва концентрованої сонячної енергії. Яскравим прикладом цього є BrightSource, Solel та Brenmiller Energy, які працюють над масштабними проєктами. Крім того, компанія SolarEdge, що базується в місті Герцлія, стала лідером на ринку приладів, що застосовуються на сонячних електростанціях.
У 2009 році Ізраїль знайшов запаси природного газу у своїй економічній зоні, що може зменшити темпи розвитку сонячної енергетики. Сонячні енергетичні технології в Ізраїлі розвинулись до такого стану, що стали практично конкурентоспроможними до викопних паливних ресурсів. Велика кількість сонячного проміння у пустелі Негев пришвидшує розвиток науково-дослідницької діяльності у сфері сонячної енергії. Наприкінці 2008 року було схвалено план розвитку зеленої енергії і тарифів на неї, що призвело до реалізації багатьох житлових та комерційних проєктів сонячної енергетики.
Мета Ізраїлю — виробництво до 2020 року 10% енергії країни за допомогою відновлювальних джерел.

## Історія та розвиток
У 1949 році прем'єр-міністр Давид Бен-Гуріон запропонував Гаррі Цві Табору посаду у «Фізико-інженерному бюро» Наукової ради Ізраїлю, який прийняв дану пропорцію та створив ізраїльську національну лабораторію і розробив стандарти щодо застосування різних систем вимірювання, що використовувалися в країні, зокрема британської, османської та метричної. Після створення лабораторії він зосередився на дослідженні та застосуванні сонячної енергії.
Сонячна енергія була особливо приваблива через велику кількість в Ізраїлі сонячних днів і географічне розташування Ізраїлю на 30-й північній паралелі, де щорічна кількість сонячного проміння становить 2000 кВт на м². Іншою причиною розвитку в Ізраїлі даного виду енергетики є нестача нафти, а конфлікти з сусідами країни зробили забезпечення стабільного джерела енергії національним пріоритетом. Зокрема, стверджується, що найкращим захистом проти ракетного нападу, що дестабілізує національну енергосистему, може бути побудова розподіленої енергетичної мережі полів сонячних електростанцій потужністю 25-50 мегават по всьому Ізраїлю.
На початку 1950-х років Табор почав досліджувати, чому сонячні установки були неефективними. Врешті-решт він розробив «вибіркові чорні поверхні», які його команда в Національній фізичній лабораторії модифікувала за допомогою нікелю і хрому. Ці поверхні, які стали називати поверхні Табора, є особливо ефективними у схоплюванні тепла для використання в сонячних водонагрівачах.
Табор та французький іммігрант Люсьєн Броніцький розробили компактний сонячний енергоблок, який працює за допомогою органічного циклу Ренкіна і приводить в дію турбіну.  Цей блок був розроблений з метою спрощення технічного обслуговування двигуна зворотного імпульсу тому, що він мав лише одну рухому частину - ротор. На конференції ООН з нових джерел енергії у 1961 році в Римі був виставлений прототип енергоблоку потужністю 3 кВт, що міг застосовуватись у країнах, що мають проблеми з розвитком електромереж. Але даному проєкту не вдалось знайти комерційної підтримки.
| 2004 | 2005 | 2006 | 2007 | 2008 | 2009 | 2010 | 2011 | 2012 | 2013 | 2014 | 2015 | 2016  |
| ---- | ---- | ---- | ---- | ---- | ---- | ---- | ---- | ---- | ---- | ---- | ---- | ----- |
| 0.9  | 1.0  | 1.3  | 1.8  | 3.0  | 24.5 | 69.9 | 190  | 237  | 481  | 731  | 780  | 905.6 |

### Сонячна енергія у Мертвому Морі
У 1965 році Люсьєн Броніцький створив компанію Ormat Industries для комерціалізації концепції органічного циклу Ренкіна в турбіні. У 1970-х і 1980-х роках Ormat побудував і експлуатував одну з перших в світі електростанцій з виробництва електроенергії з сонячного проміння; поле розташоване поблизу міста Ейн Бокек біля південної частини Мертвого моря в Ізраїлі.
На заводі використовувалася технологія, відома під назвою «Сонячний ставок» - гігантський колектор сонячної теплової енергії з інтегрованим накопичувачем тепла для постачання теплової енергії. Це був найбільший діючий сонячний ставок, коли-небудь побудований для виробництва електроенергії, він експлуатувався до 1988 року. Площа становила 210 000 м², а електрична потужність дорівнювала 5 МВт.

### Сонячні водонагрівачі

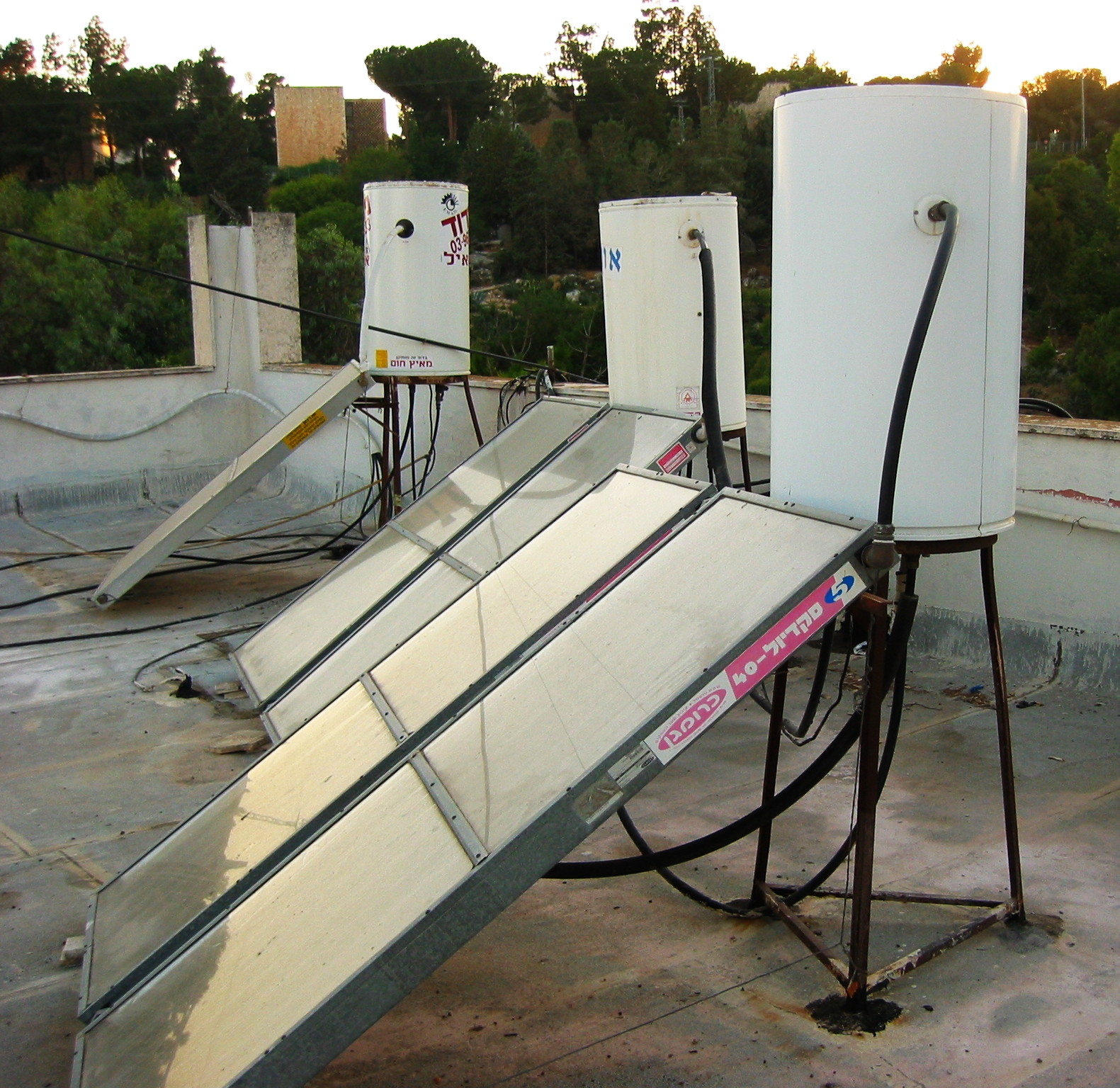
Сонячний водонагрівач на даху в Єрусалимі

У 1950-х роках відчувався дефіцит палива в новій державі Ізраїль. Уряд країни заборонив нагрівання води з 10:00 до 18:00. Коли ситуація погіршилася, інженер Леві Їсар запропонував замість будівництва більшої кількості електрогенераторів перевести будинки на сонячні водонагрівачі. Він побудував прототип у своєму будинку, і в 1953 році заснував компанію NerYah, першого в Ізраїлі комерційного виробника сонячних водонагрівачів.
До 1967 року одне з двадцяти домогосподарств нагрівало воду сонячною енергією і було продано 50 тисяч сонячних нагрівачів. Проте дешева нафта з Ірану та з нафтових родовищ, захоплених у шестиденній війні, зробили ізраїльську електроенергію дешевшою і, як наслідок, попит на сонячні батареї суттєво знизився.
Після енергетичної кризи 1970-х років в 1980 році ізраїльський Кнесет прийняв закон, який передбачав встановлення сонячних водонагрівачів у всіх нових будинках (за винятком високих веж з недостатньою площею даху). В результаті, зараз Ізраїль є світовим лідером у використанні сонячної енергії «на душу населення» (3% споживання енергії в країні).
На початку 1990-х років всі нові житлові будинки за вимогами уряду мали встановлювати сонячні водонагрівальні системи. Міністерство національної інфраструктури Ізраїлю повідомляло, що сонячні системи для водонагрівання задовольняють 4% загальної потреби енергії країни. Ізраїль з Кіпром ділять лідерські позиції у використанні сонячних систем гарячого водопостачання на душу населення, і понад 90% будинків використовують її.
Типове устаткування для побутових потреб складається з теплоізольованого водного резервуару місткістю 150 л і пласкої сонячної панелі площею 2 м². Батарея акумулює сонячну теплову енергію та нагріває воду, яка самопливом, без використання насоса, надходить в резервуар. Середньорічна ефективність таких систем становить приблизно 50%. Нескладно, таким чином, підрахувати, що це обладнання дозволяє її власникові економити близько 2000 кВт*год на рік (й відповідну грошову суму з урахуванням вартості електроенергії). В звичайний день система здатна підняти вихідну температуру води в бойлері приблизно на 30°С, тобто, нагріти воду мінімум до температури 50°С. Практично це означає, що більшу частину року власник сонячного колектора може не користуватися резервним електронагрівачем (яким забезпечені всі бойлери), оскільки він «даром» отримує гарячу воду для миття. За підрахунками Міністерства національної інфраструктури, сонячне нагрівання води заощаджує Ізраїлю 2 мільйони барелів (320 000 м3) нафти на рік..

## Електроенергетична Вежа

### Ізраїльська Сонячна Вежа

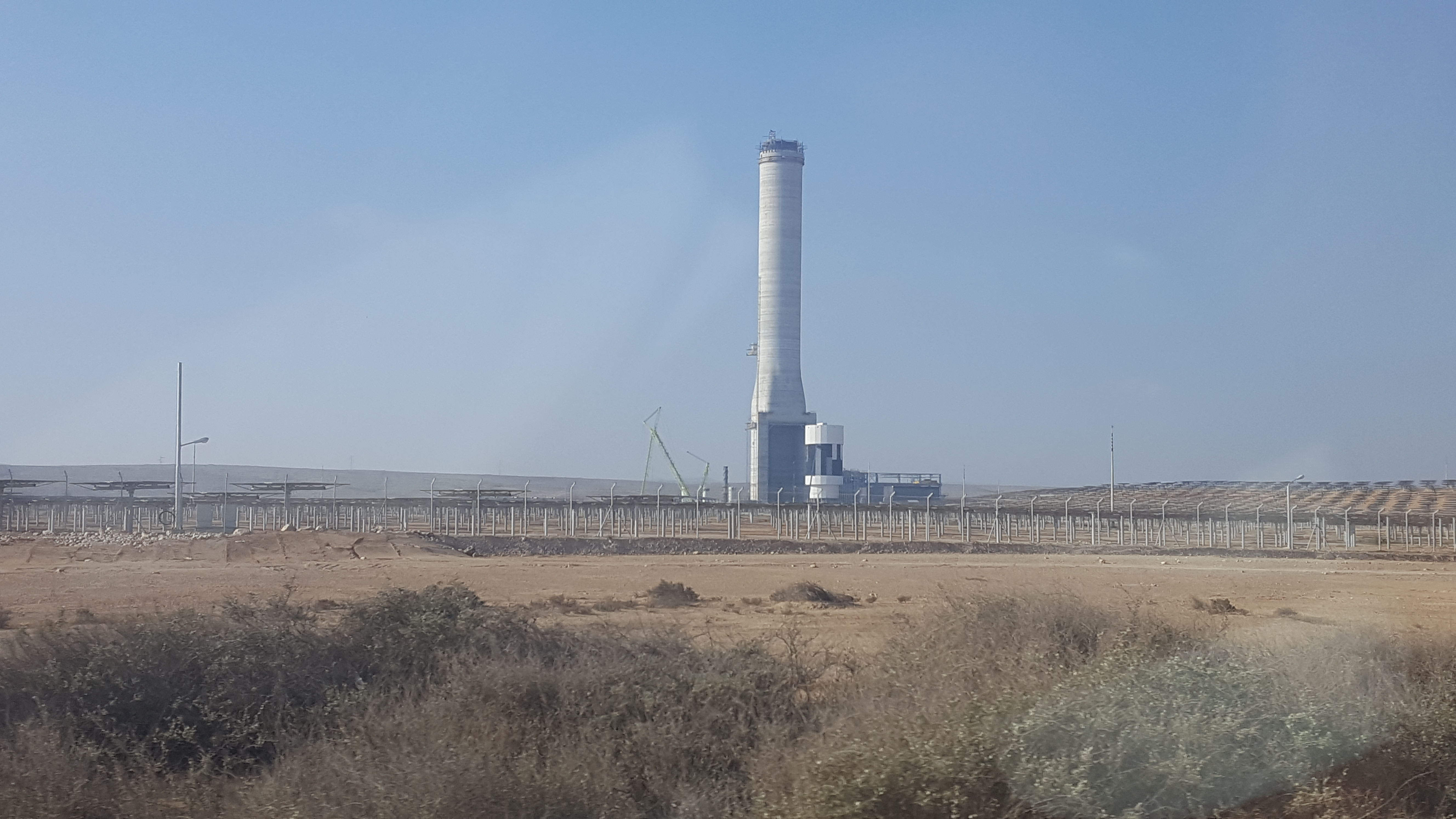
Ізраїльська Сонячна вежа що будується. Весна 2017

Ашалімська електростанція — сонячна електростанція в пустелі Негев поблизу кібуцу Ашалім (на південь від районного міста Беер Шева), в Ізраїлі. Ця станція має встановлену потужність 121 МВт електроенергії (2,0 % споживання ізраїльського ринку).
Станція об'єднує 3 види енергії: енергія сонячної теплової енергії, фотоелектрична енергія та енергія природного газу. Виробництво сонячної електроенергії CSP розпочалося у вересні 2019 року. Планується фотоелектрична установка потужністю 30 МВт, а також буде побудована друга сонячна електростанція.
Будівництво, планування, фінансування та експлуатацію здійснює Megalim Solar Power LTD - концесійна компанія B.O.T., що належить Noy Fund (49,9%), Brightsource (25,05%) та GE Renewable Energy (25,05%).

## Зелений тариф
2 червня 2008 р. Ізраїльське державне комунальне управління затвердило зелений тариф для сонячних електростанцій. Тариф обмежує загальну потужність до 50 МВт протягом 7 років (залежно від того, що буде досягнуто раніше), встановлення максимальної потужності 15 кВт - для поселенських земель і максимум 50 кВт - для комерційних будівель. Міністерство національної інфраструктури оголосило в грудні 2009 року про розширення схеми зелених тарифів, включивши середні сонячні електростанції в межах від 50 кВт до 5 мегават, хоча лише один акий проєкт був затверджений до червня 2010 року.

## Пасивний обігрів будинків за допомогою сонячної електроенергії
Хоча Ізраїль є спекотною країною, зими тут досить холодні, особливо в Єрусалимі та інших гірських районах, включаючи і пустелю Негев. Клімат країни підходить і для використання так званого пасивного обігріву житлових приміщень за допомогою сонячної енергії. Мова йде про проектування таких житлових будинків, в яких взимку підтримується тепло за рахунок сонячної енергії, а влітку підтримується прохолода. Альтернативний варіант — активний обігрів за допомогою сонячної енергії, що вимагає наявності сонячних колекторів, циркуляційних електронасосів і теплових акумуляторів, який розробляється в ряді країн, — є економічно неефективним для Ізраїлю, оскільки зимовий сезон в країні порівняно нетривалий. Основними компонентами будинку з пасивним обігрівом це:
1) наявність добре ізолюючого покриття будівлі;
2) достатня термальна маса, що дозволяє «згладжувати» коливання температур і забезпечувати акумуляцію тепла для нічних періодів;
3) достатня площа вікон, що виходять на південь.
Типовий «сонячний будинок» для районів з прохолодним кліматом може мати наступну структуру стін: шар штукатурки завтовшки в 1 см, далі десятисантиметровий шар бетону (що забезпечує акумуляцію тепла), потім п'ятисантиметровий шар термоізоляції (пінополіуретан) і, нарешті, традиційно прийнятий у даному регіоні обробний матеріал для захисту термоізоляційного шару. Для даху передбачається десятисантиметровий шар пінополіуретанової термоізоляції; загальна площа вікон, що виходять на південь, повинна становити близько 15 % від площі житла. У більш теплих районах країни площа вікон може бути менша. Всі вікна повинні мати жалюзі, що обмежують потрапляння сонячних променів. Перший ізраїльський будинок з пасивним обігрівом був побудований наприкінці 70-х років в Сде-Бокер, де розташована філія Університету ім. Бен-Гуріона. Згодом ця ідея була взята на озброєння багатьма архітекторами Ізраїлю та всього світу .

## Навчально-дослідницькі установи

### Енергетична програма Grand Technion (ГТЕП)
Енергетична програма Техніон GTEP  у Ізраїльському технологічному інституті  Техніон  - це мультидисциплінарна дослідницька та освітня ініціатива, яка об'єднує експертів з усього світу для вирішення глобальної енергетичної проблеми.

### Нанонаука та сонячна енергія

Емблема Техніону

GTE, бувши основою в галузі нанотехнологій та науки, є новатором у галузі наноенергії.
- Науковець Ефрат Ліфшиц виявив, що нанорозмірні матеріали, які складаються з нанокристалів квантових точок, можуть поглинати сонячне світло не тільки у видимій області спектра (як матеріали, що використовуються в даний час для виробництва панелей сонячних батарей), але також і в інфрачервоній області спектра і УФ діапазоні. Це робить їх ідеальними в фотоелектричних елементах, які використовуються для перетворення сонячного світла в електрику, обіцяючи набагато більш ефективне використання сонячної енергії.
- Науковець Нір Тесслер має свою групу, яка веде розробки в галузі органічного фотоелектричного матеріалу.
- Науковець Гітті Фрей спеціалізується на органічній електроніці — пластиковій електроніці, яка функціонує електронному та оптичному режимах. Вони випромінюють світло і можуть передавати електричні сигнали або поглинати світло та генерувати енергію — таку, як електрика. Фрей представляє цілком нові аспекти та можливості в цій галузі, створюючи ефективні та корисні самоорганізуючі структури в наномасштабі. Фрей працює над сонячною батареєю, яка перетворюватиме сонячне світло в електричну енергію. Він прогнозує, що це дослідження приведе до створення сонячної енергії, яка буде дешевшою, гнучкою, більш естетичною та універсальною.

### Національний Центр сонячної енергії ім. Давіда Бен-Гуріона

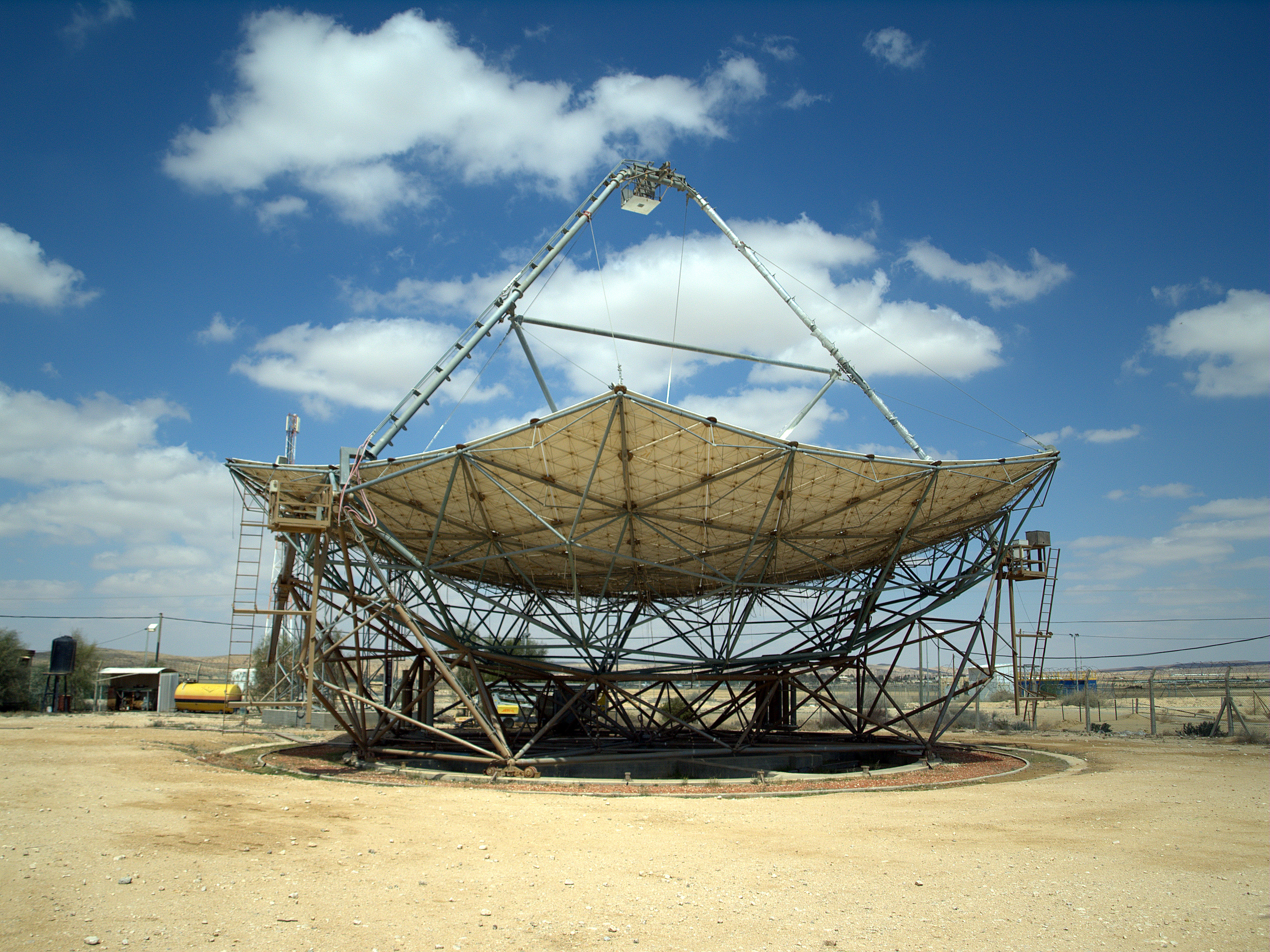
Найбільше в світі сонячне енергетичне блюдце розташоване у Національному центрі сонячної енергії Бена Гуріона

Національний центр сонячної енергії був заснований в 1987 році Міністерством національних інфраструктур та є частиною Бен-Гуріонського університету Негєву у складі Інституту досліджень пустелі Якоба Блауштейна. У 2007 році Девід Фейман, директор Центру, оголосив, що Центр уклав проект із Zenith Solar, щоб створити власну систему сонячної енергії, яка використовує блюдце з рефлектором у розмірі 10 квадратних метрів.
Під час тестування концентрованої сонячної технології виявилося, що вона є в п'ять разів більш ефективною, ніж стандартні фотоелектричні панелі, зроблені з кремнію. Це може зробити використання енергії сонця майже таким же дешевим, як нафта та природний газ. Прототип, готовий до комерціалізації, досягав концентрації сонячної енергії, що в 1000 разів перевищував рівень звичайних плоских панелей. За словами Файмана, який очолив ізраїльську команду, яка розробила цю технологію, 10% населення Ізраїлю могли б жити на енергії з 12 квадратних кілометрів землі (1 000 МВт).
Також досліджується в Університеті ім. Бен-Гуріона сонячна термальна електроенергія (параболічні відбивачі і параболоїдні геліоконцентратори) і в Інституті ім. Вейцмана (сонячні печі і приймачі-накопичувачі). У розробці останніх активно беруть участь промислові підприємства. Університет ім. Бен-Гуріона створює параболоїдний геліоконцентратор (який намічено встановити в Дослідницькому центрі з питань використання сонячної енергії) з поглинаючою поверхнею 400 м2 і здатністю до десятикратної концентрації сонячних променів. Це на кілька порядків вище, ніж концентрація, що отримується за допомогою лінійних дзеркал (таких, як параболічні відбивачі), що відкриває широкі перспективи для нових напрямків добування енергії. Приймач-накопичувач, що розробляється в Інституті ім. Вейцмана, являє собою поле, що складається з 64-х так званих «геліостатичних» дзеркал, кожне з яких має поверхню 50 м². Дзеркала переорієнтують сонячні промені на бойлер або інший приймач, поміщений на вежі 50-метрової висоти. Комбінований ефект такої великої кількості дзеркальних поверхонь, сфокусованих на порівняно невеликому центральному приймачі, повинен забезпечити досить значну концентрацію сонячної енергії. Башта Інституту ім. Вейцмана не має нічого спільного з іншою вежею, спроектованою вченими хайфського Техніона. Їх ідея полягає в тому, що на вершину дуже високої (1 км або більше) вежі, розташованої в сухій пустельній місцевості, закачується вода. Спадний потік охолодженого вологого повітря, що виникає при випаровуванні води, обертає встановлену на вежі спеціальну повітряну турбіну.

### Інститут досліджень пустелі Якоба Блауштейна

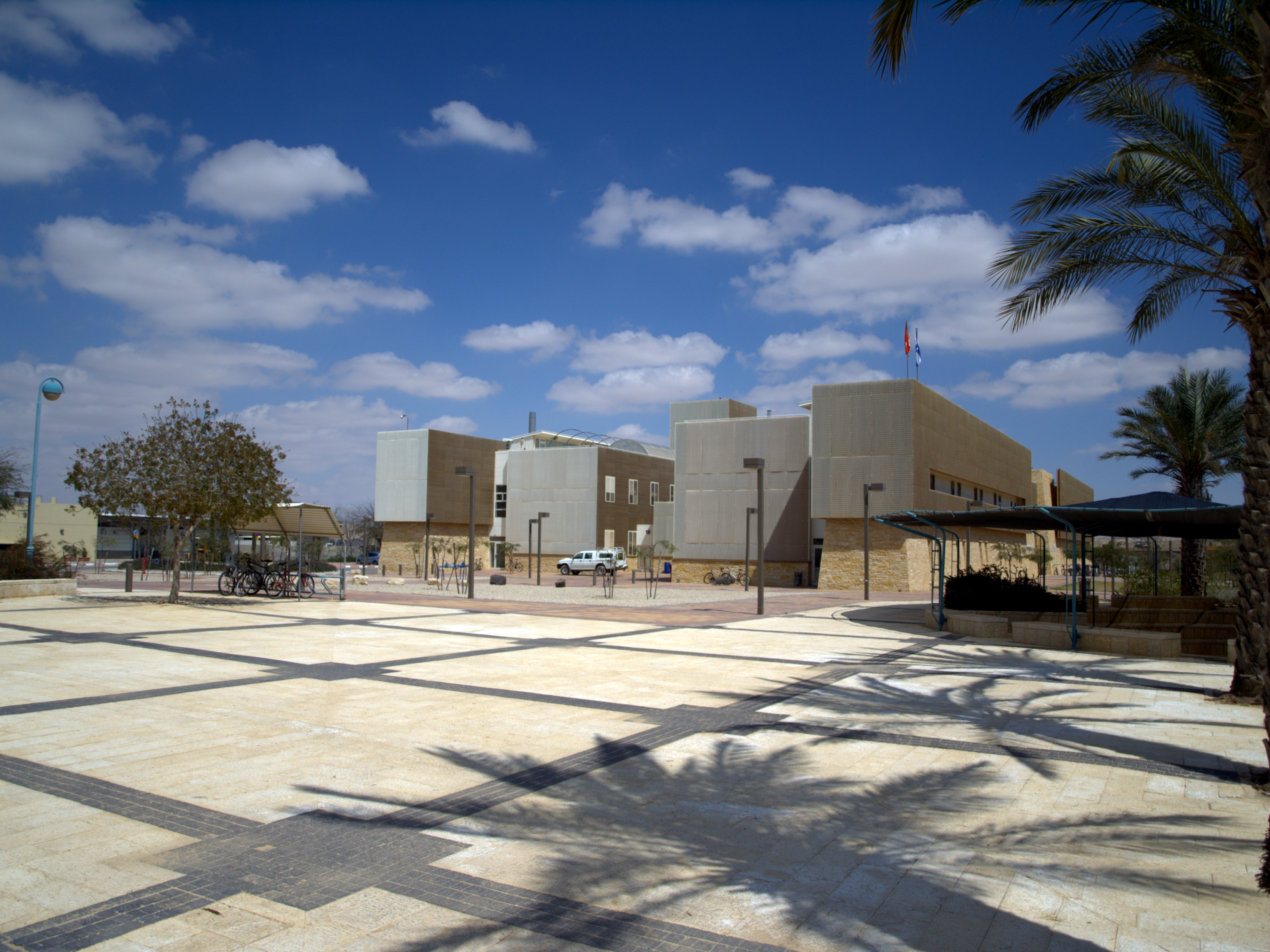
Кампус Університету
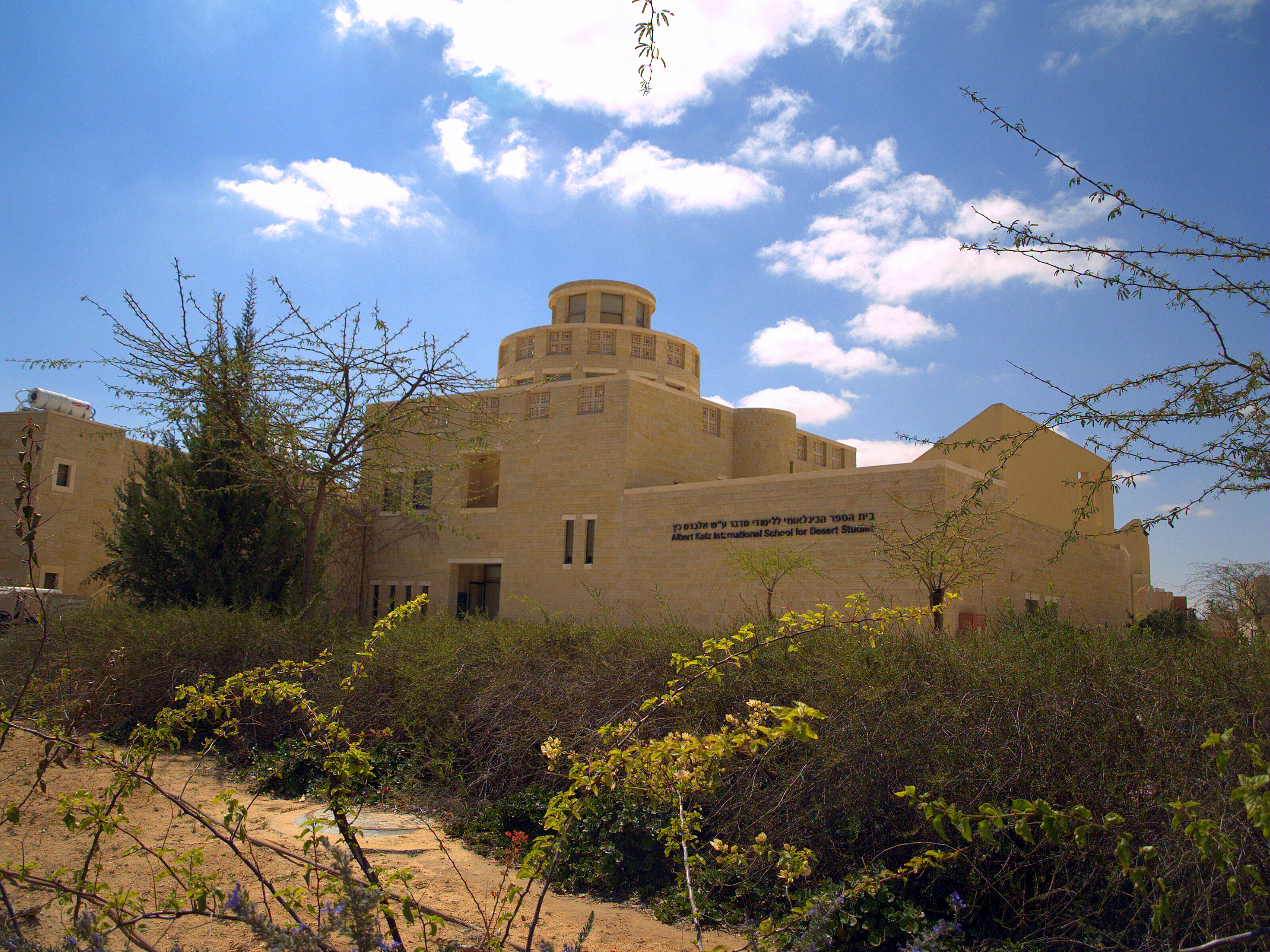
Альберт Кац,будівництво Школи
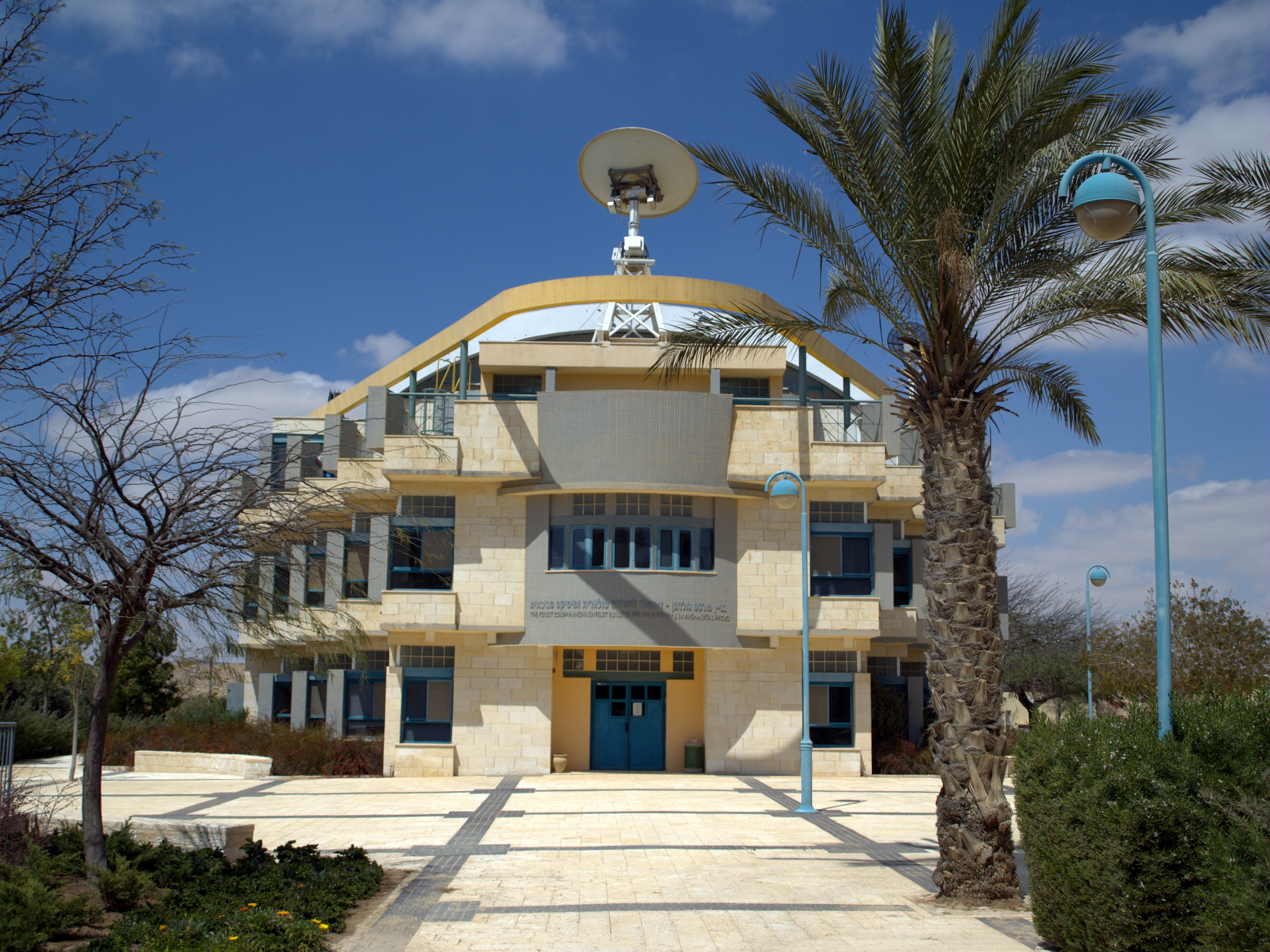
Сонячна та екологічна фізик
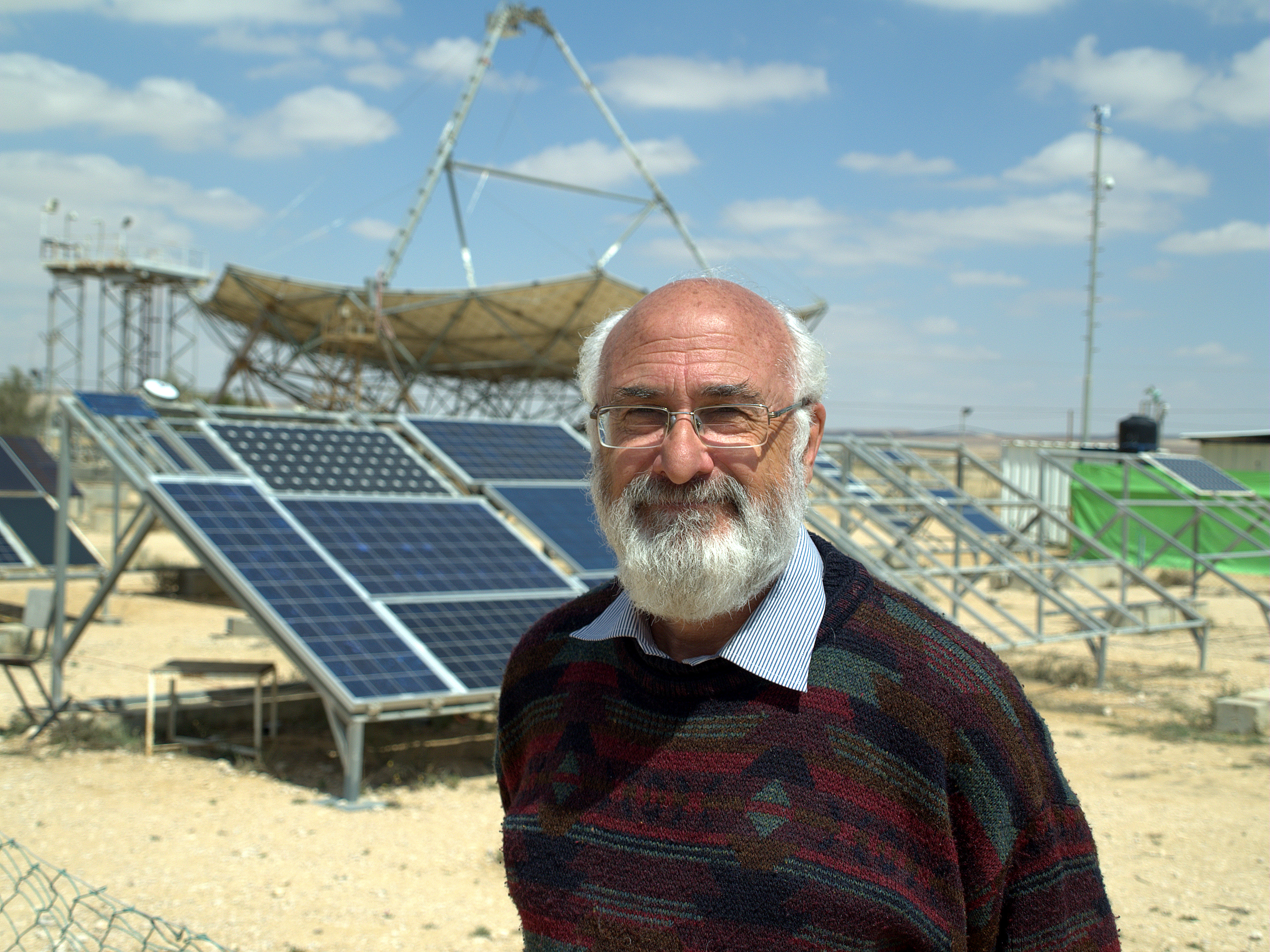
Фізик-дослідник, експерт по питанням сонячної енергії Давід Фейман

Заклад Інститут досліджень пустелі Якоба Блауштейна був заснований Амосом Річмондом і є одним з чотирьох факультетів Бен-Гуріонського університету в Негєві. Він має програму досліджень сонячної енергії, яка допомагає у розробці пасивного сонячного опалення, що передбачає зменшення екстремальних температур і холоду в пустелі завдяки ефективному зберіганню від дня до ночі. Одним дослідницьким проектом є житловий саманний будинок з раціональними вікнами. Призми, які передаватимуть тепло впродовж дня, встановлюватимуться в приміщенні. Їх можна обертати, щоб тепло було і вночі.
У денній формі використовуватиметься двошарова оранжерея, яка використовуватиме розчин сульфату міді як тепловий екран. Рідина перекачуватиметься між двома шарами, які захищатимуть інтер'єр від ультрафіолету, збиратимуть тепло. Уночі цикл повторюватиметься, повертаючи тепло в приміщення.

### Центр сонячних досліджень Інституту Вейцмана
Після сонячного реактора установи сонячних досліджень Інституту Вейцмана є одними з найдосконаліших лабораторій у світі для концентрованих досліджень сонячної енергії. Вони випробували сонячні технології у виробництві водневого палива, яке було успішно використане у великій кількості.
Тарек Абу-Хамед, ізраїльський вчений в Університеті Міннесоти, разом із колегами Джейкобом Карні та Майклом Епштейном, головою Сонячної установки в Weizmanna, були розробниками нового способу отримання водневого палива − більш дешевого, ефективного та безпечного під час вирішення питань зберігання та транспортування.
Інші інновації включають в себе використання сонячного світла для космічної комунікації та метеорологічної інформації; керування реакцією залежності від світла, хімічною реакцією; розвиток фотодинамічної терапії раку.

## Сонячні електростанції

### Негев

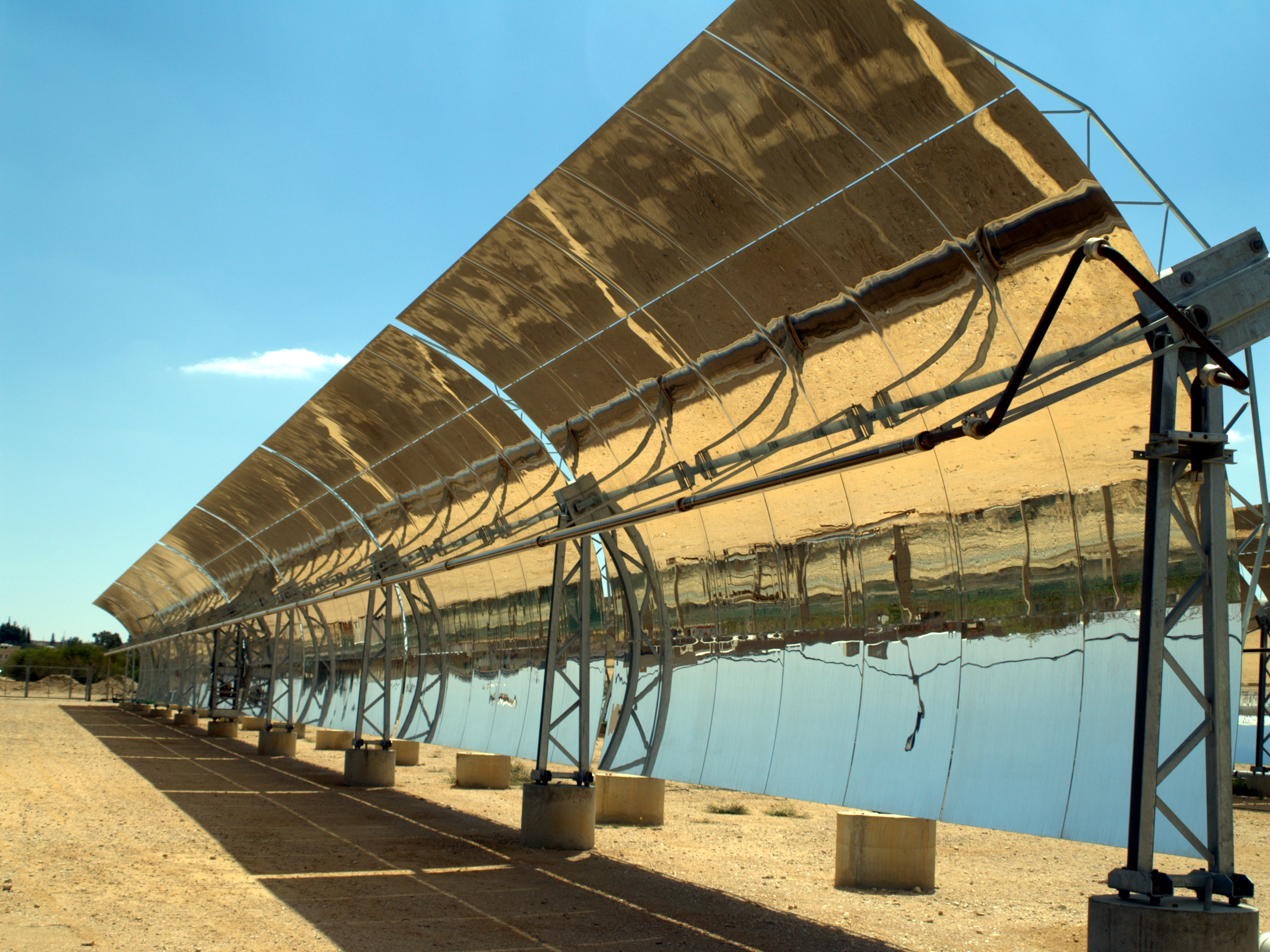
Сонячні поля в Негеві

Негевская пустеля та навколишні райони, включаючи Арав-долину, є найбільш сонячними районами Ізраїлю, і маленька частина цієї землі охороняється від арабів, тому вона стала центром ізраїльської сонячної промисловості.
Девід Файман вважає, що майбутні енергетичні потреби Ізраїлю можуть бути задоволені шляхом будівництва нових сонячних енергетичних станцій в Негеві. Як директор Національного центру сонячної енергії Бен-Гуріона, він керує одним із найбільших сонячних інститутів у світі.
У травні 2016 р. в національній електромережі з'явився сонячний парк Zmorot 50 МВт. Завод, побудований за 18 місяців, використовує сонячний парк площею 207 тис.м².
У промисловому комплексі «Ротем» за межами Ізраїлю більше 1600 сонячних дзеркал фокусують сонячні промені на вежі, щоб нагріти водяний котел для створення пари. BrightSource Industries (Israel), Ltd. використовує сонячну батарею для тестування нових технологій для трьох нових сонячних електростанцій, які будуть побудовані в Каліфорнії для Pacific Gas and Electric Company та Southern California Edison.

#### Енергія на фермах і в кібуцах

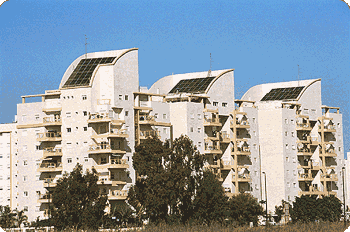
Сонячні Панелі встановлені на персональних будинках в Ізраїлі

Перша сонячна електростанція відкрилася в Ізраїлі в серпні 2008 року. Приватний підприємець Моше Тенне побудував 50 kW станцію в пустелі Негев на своїй фермі за 1,3 мільйонів шекелів, і він планує заробляти 220,000 шекелів на рік продаючи енергію національній мережі та державі. Після цього Міністерство національної інфраструктури анансувало збільшення підтримки зеленого тарифу. Дані плани розраховані для середніх сонячних електростанцій, які вироблятимуть від 50 кіловат до 5 мегават. Sunday Solar Energy анонсувала, що вона інвестує $133 мільйони у фотоелектричні поля, які будуть встановлені в кібуцах. У грудні 2008, компанія Sunday анонсувала що Кібуц Рейм із західного Негева буде першою громадою, яка буде забезпечена повністю електричною енергією від сонячних променів. Встановлення Sunday Solar в Кібуці Рейм буде коштувати Ізраїлю приблизно 60-100 млн шекелів. Очікується, що під час пікового виробництва система зможе виробляти понад 2,5 мегават на годину. Надлишкова енергія буде продаватися Ізраїльський електричний Компанії. Інвестиції планується окупити протягом 10 років. Надлишкові кошти, які надходитимуть після цього періоду, використовуватимуться кібуцом та компанією Sunday.

### Компанія по виробництву Сонячної Енергії Arava

Кетура сонячні поля, 2012

Ketura Sun став першим ізраїльським комерційним полем по виробництву сонячної електроенергії. Побудоване на початку 2011 компанією Arava Power Company в Кібуці Кетура, Ketura Sun займає площу розміром 20 акрів. Встановлена потужність – 4,95 мегават. Поле містить 18,500 фотоелектричних сонячних панелей, зроблених компанією Suntech, які продукують 9 гігават-годин електроенергії на рік. У наступні 20 років на родовищі планується видобути близько 125,000 метричних тон вуглекислого газу. Поле було урочисто відкрито 15 червня 2011 року.
22 травня, 2012 Arava Power Company повідомила про укладення угоди про фінансування на додаткові 58,5 MW для 8 проектів, що будуть побудовані в Arava і Negev, на суму 780 мільйонів шекелів або приблизно 204 мільйони доларів. Президент та співзасновник Arava Power Company Йосеф Абрамовіч розповів: «Всі роботи ще не є завершеними. Ізраїль потребує уподібнення до стандартів Європейського Союзу і повинен виробляти до 20 процентів відновлюваної енергії до 2020 року. Крім того, несправедливість повинна бути виправлена шляхом створення спеціальних квот на сонячні поля для власників земель – бедуїнів, які не отримують нічого з поточної сонячної програми.»
Крім того, компанія Arava Power підписала декілька домовленостей з сім'ями бедуїнів в пустелі Негев, щоб побудувати сонячні поля приблизно на 92 гектарах землі, виробнича потужність яких досягатиме 20 мегават. APC лобіює уряд Ізраїлю, який допомагає створити окремі сонячні станції для бедуїнів.
7 лютого 2012 року компанія Arava Power оголосила, що отримала ліцензію на спорудження сонячного поля Тарабін, яке стане першим сонячним полем для громади бедуїнів. Фінансування будівництва Тарабіна в 30 мільйонів доларів  повинна надаватися OPIC — корпорацією закордонних приватних інвестицій уряду Сполучених Штатів. Один з керівників компанії Arava Power Йосеф Абрамович бачить співробітництво з бедуїнами у використанні сонячної енергії як позитивний приклад мирного урегулювання конфліктів для кожного автохтонного народу світу, від корінних американців до Перших Націй, аборигенів та інших людей з історичними претензіями на спільну землю.

### Винзавод Кармей Авдат
Компанія Sunday Solar Energy побудувала сонячну установку для виноробні Carmey Avdat в Пустелі Негев. Система з піковою потужністю 50 кВт займає дах підприємства у 200 м² та забезпечує 65 відсотків річних енергетичних потреб цього заводу.

### Кібуц Самар
Сонячна "Квіткова" вежа є першою в світі сонячною гібридною електростанцією, що складається з 30 геліостатів — сонячних відбивачів. Завод переходить на газові турбіни після настання темряви, щоб продовжувати виробляти електроенергію 24 години на добу.

### Сонячне поле Рамат Ховав
Сонячне поле Рамат Ховав виробляє 37,5 МВт. Даний об′єкт, розташований біля містечка Рамат Ховав, діє з грудня 2014 року. Фотогальванічна електростанція належить компанії Energix Renewable Energies Ltd. Вона була побудована Belectric на відновленій земельній ділянці, яка раніше використовувалася для скидання промислових стоків у випаровувальні басейни. Завод використовує фотогальванічні елементи фотоелектрики кадмію CdTe на базі тонкоплівкових сонячних елементів, виготовлених американською компанією First Solar, що робить його найбільшою в країні PV електростанцією на сьогоднішній день і однією з найбільших у своєму роді на Близькому Сході.